# Волохокрилець звичайний
Волохокрилець звичайний, ошитниця велика, дівонька велика (Phryganea grandis) — вид волохокрильців з родини Phryganeidae.

## Опис
Довжина тіла 18—27 мм, рудувато-жовтого кольору. Передні крильця самиці з чорними повздовжними смужками із двома білими цятками. Задні крильця сірі.
Вид поширений по всій Європі. Звичний в червні по берегах ставків і річок. Рухомий футляр личинки має циліндричну форму і складається зі спірально розташованих цівочок.